# 脂壁酸

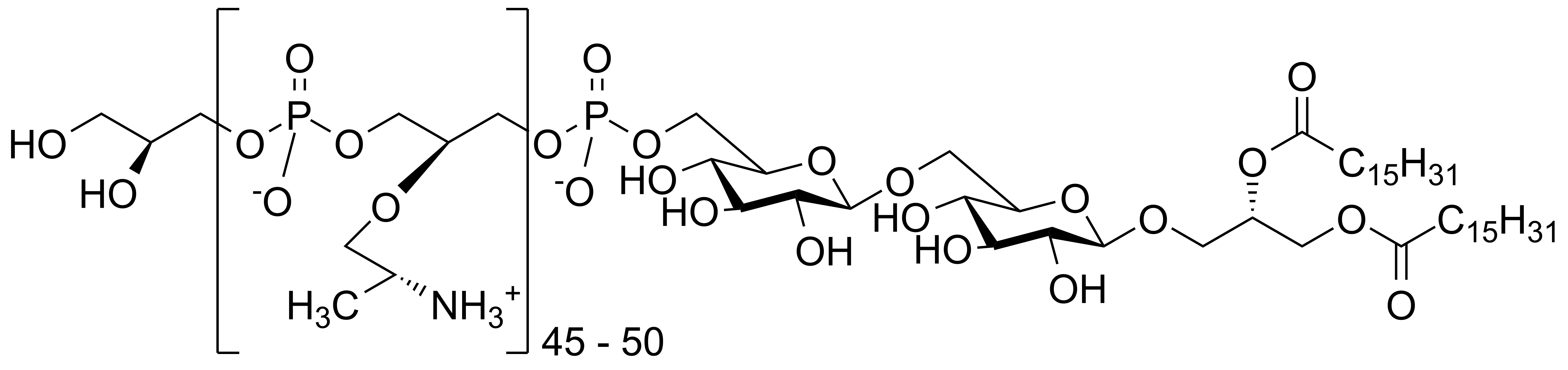
脂壁酸多聚物的结构

脂壁酸或稱為脂磷壁酸（英語：Lipoteichoic acid）是革蘭氏陽性菌菌體細胞壁的成分之一，构成了厚达80纳米的肽聚糖层。LTA由重複性的甘油磷酸（glycerophosphate, GroP）骨架組合而成，并提供二酰基甘油固定在细胞膜上。